# Triângulo de Hesselbach

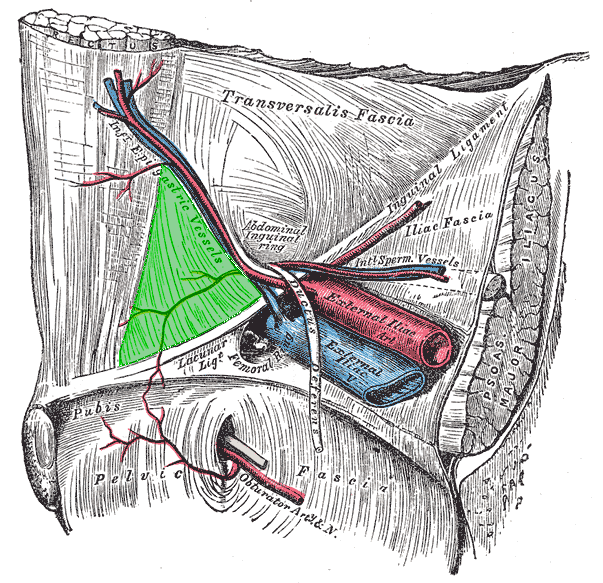
Vista interna do triângulo inguinal (a verde).

Triângulo de Hesselbach (descrito pelo cirurgião e anatomista alemão Franz Kaspar Hesselbach) ou triângulo inguinal é uma região triangular, limitada pelo ligamento inguinal (inferiormente), margem lateral da bainha do reto abdominal  (medialmente) e vasos epigástricos inferiores (superolateralmente). Corresponde à região de maior fraqueza da parede anterior do abdome e por isso mais propensa a herniação inguinal direta.